# ليليانا رودريغيز
ليليانا رودريغيز (بالإسبانية: Liliana Rodríguez)‏ (27 فبراير 1996 بتولوكا في المكسيك - ) هي لاعبة كرة قدم مكسيكية في مركز الوسط.

## وصلات خارجية
- ليليانا رودريغيز على موقع بطولة كرة القدم المكسيكية للسيدات (الإسبانية)
- ليليانا رودريغيز على موقع قاعدة بيانات كرة القدم.إي يو (الإنجليزية)